# Помста Пентагону
Помста Пентагону (англ. Nowhere to Hide) — американський бойовик 1987 року.

## Сюжет
На базі ВПС США один за іншим розбиваються два абсолютно нових вертольота. Представники компанії-виробника всіляко заперечують можливість технічних несправностей. Їх підтримує і генерал — командир військової бази. У майора Каттера, що проводить власну експертизу, в руках доказ зворотного — деталь із заводським дефектом. Але на ці вертольоти від Пентагону надійшло велике замовлення, яке обіцяє величезні прибутки, і багато хто зацікавлений у приховуванні незручних фактів. І тепер під загрозою не лише життя майора, а й життя його дружини і маленького сина.

## У ролях
- Емі Медіган — Барбара Каттер
- Деніел Хью Келлі — Роб Каттер
- Робін Макічерн — Джонні Каттер
- Майкл Айронсайд — Бен
- Джон Колікос — Генерал Ховард
- Чак Шамата — Майк Вотсон
- Кларк Джонсон — Марк Холстед
- Морі Чайкін — Марші
- Геза Ковач — Оуенс
- Геррік Хейгон — Вільям Девлін
- Ендрю Джонстон — Нік Томас
- Тімоті Веббер — Кевін
- Ріал Ендрюс — Лютер
- Філіп Акін — Харві
- Пітер Блеквуд — Тед
- Ширлі Меровіц — Ширлі
- Власта Врана — Сонні Камбрія
- Джейн Іствуд — Жан Боллінджер
- Філіп Спенслі — Рой Боллінджер
- Росс Халл — Торі Боллінджер
- Емі Гартнер — Кендіс Боллінджер
- Дженніфер Сміт — Кім
- Стів Майклс — лейтенант
- Сонні Форбс — MP
- Хішам Зайед — поліцейський
- Марк Десорді — поліцейський
- Тедді Лі Діллон — солдат
- Брайан Колбек — водій
- Норманд Етієр — Жерар